# Werkgever
De werkgever geeft werk aan de werknemer. De werkgever is niet noodzakelijk een natuurlijke persoon maar vaak een organisatie, een onderneming of een overheid. In de arbeidswetgeving staan de rechten en plichten van de werkgever en werknemer genoemd. De arbeidswetgeving is nationaal en verschilt per land.
In ruil voor de geleverde prestaties onder het gezag van de werkgever, ontvangt de werknemer een loon. De individuele afspraken tussen werkgever en werknemer staan vermeld in de arbeidsovereenkomst.
Werkgevers zijn ook georganiseerd in werkgeversverenigingen die bijvoorbeeld onderhandelen met de vakbonden om een CAO af te spreken.
De werknemer is in dienst bij de werkgever.

## Nederland werkgeverslasten
De premies werknemersverzekeringen die voor rekening van de werkgever komen, zijn de zogenaamde werkgeversheffingen en worden ook wel werkgeverslasten genoemd. De werkgeverslasten zijn bijdragen van de werkgever aan de sociale zekerheid. Een gedeelte van de werkgeverslasten is wettelijk verplicht en een gedeelte is bovenwettelijk. De hoogte van de werkgeverslasten verschilt per CAO.
In Nederland is dat ongeveer 30% van het brutoloon.

### Wettelijke werkgeverslasten
Werkgevers dragen een premie van 6,9% (2018) af voor de als volksverzekering te beschouwen Inkomensafhankelijke bijdrage Zorgverzekeringswet. Daarnaast komen de premies voor de werknemersverzekeringen Ziektewet (ZW), Werkloosheidswet (WW) en Wet Werk en inkomen naar Arbeidsvermogen (WIA) voor rekening van de werkgevers. Hieronder vallen niet alleen algemene premies die voor alle bedrijven gelden maar ook premies per bedrijfstak of naar bedrijfsgrootte. Voor bepaalde risico's kunnen bedrijven ook kiezen voor het dragen van eigen risico of het zelfstandig verzekeren ervan bij een verzekeringsmaatschappij.
Premies die de werkgever afdraagt zijn in 2018:
- In het kader van de Wet BeZaVa betaalt de werkgever de premie Werkhervattingskas, onder te verdelen in premie WGA (Werkhervattingsregeling Gedeeltelijk Arbeidsgeschikten, onderdeel van de WIA) en Ziektewet voor flexwerkers. De premie is afhankelijk van de omvang en de bedrijfstak. Werkgevers die eigen risicodrager zijn betalen deze premie niet, maar dragen zelf het risico of hebben zich elders verzekerd.
- Basispremie Wet Werk en Inkomen naar Arbeidsvermogen (WIA). In 2018 is dit percentage 6,77%. Hierin is een premie van 0,5% voor Kinderopvang opgenomen. In dit bedrag zit ook premie voor de Wet op de arbeidsongeschiktheidsverzekering voor op 29 december 2005 reeds bestaande uitkeringsgerechtigden.
- Premie Sectorfonds ter dekking van het werkloosheidsrisico in de sector. Dit fonds financiert de uitkering over het 1e halfjaar van werkloosheid. De premie ligt gemiddeld op 1,23% (2018)[2]
- Premie Algemene Werkloosheidsfonds (AWF). In 2018 is dat voor het algemene gedeelte 2,85%

Daarnaast komen voor rekening van werkgever:
- Werkgeversdeel pensioenpremie, 0 tot 20%, afhankelijk van het pensioenfonds en/of de met werknemer overeen gekomen pensioenregeling.
- De Levensloopregeling (deze is sinds 2014 niet meer beschikbaar voor nieuwe deelnemers).
- Vakantiedagen, wordt soms ook in geld uitgedrukt.
- Dertiende maand / bonus. 0 - 20%
- Reiskosten (woon-werkverkeer), verblijfkosten, afhankelijk van de afspraken.
- Loondoorbetaling bij ziekte voor de eerste 24 maanden na de eerste ziektedag, of de premie van een verzekering die dit risico afdekt.

### Kortingen en vrijstellingen
Bij het in dienst nemen van mensen uit bepaalde doelgroepen kan de werkgever ook kortingen of vrijstellingen krijgen op de werkgeverslasten. Bijvoorbeeld:

#### Premievrijstelling voor oudere werknemers
Dit is een oude regeling die vervangen is door de premiekortingsregeling voor oudere werknemers, maar er is nog een overgangsregeling waar nog wat werknemers in zitten die voor 1 jan 2008 50 jaar geworden waren.

#### Premiekorting in dienst nemen oudere werknemers
Werkgevers kunnen een premiekorting krijgen als er werknemers ouder dan 56 jaar in dienst genomen worden, die een uitkering hadden voor werkloosheid (WW, wachtgeld), arbeidsongeschiktheid (WAO/WIA), bijstand en pensioen voor politici.

#### Premiekorting gehandicapte werknemer
Voor officieel gehandicapte werknemers krijgt de werkgever een premiekorting.

## België
Het arbeidsrecht in België vormt een onderdeel van het Sociaal recht en omvat de rechtsregels die betrekking hebben op individuele en collectieve arbeidsverhoudingen.
De arbeidsovereenkomst in België is verschillend voor bedienden en arbeiders. In België spreekt men ook van Patroon en "patronale kosten".
De werkgeverslasten dat zijn de kosten van de werkgever voor zijn werknemer, de bijdragen van de werkgever aan de sociale zekerheid zijn ongeveer 40% van het brutoloon.